# Goldach (Isen)
Die Goldach ist ein etwa 23 km langer Fluss überwiegend in den oberbayrischen Landkreisen Mühldorf am Inn und Erding und mündet nördlich von Schwindegg als deren größter Zufluss von rechts und Südosten in die Isen. Ihr Oberlauf wird teilweise auch Königswinkler Bach genannt, erst ab dem Zulauf des Goldbachs, den man als linken Oberlauf ansehen kann, trägt sie beständig den Namen, unter dem sie mündet.

## Name
Die Goldach hieß früher Schwindach, wie noch heute das kleine gleichnamige Dorf zwischen Schwindkirchen und Schwindegg. Der Name leitet sich vom germanischen *swenþa- für „stark, ungestüm, rasch“ ab. Auch einige andere Orte des Tals tragen wie ersichtlich einen Teil der ursprünglichen Bezeichnung im Namen. Nach einigen Goldnuggets-Funden im Bachbett im Bereich von Schiltern/Stollnkirchen soll sich der Name des Flusses im Lauf der Zeit zu Goldach verändert haben.

## Geographie

### Verlauf

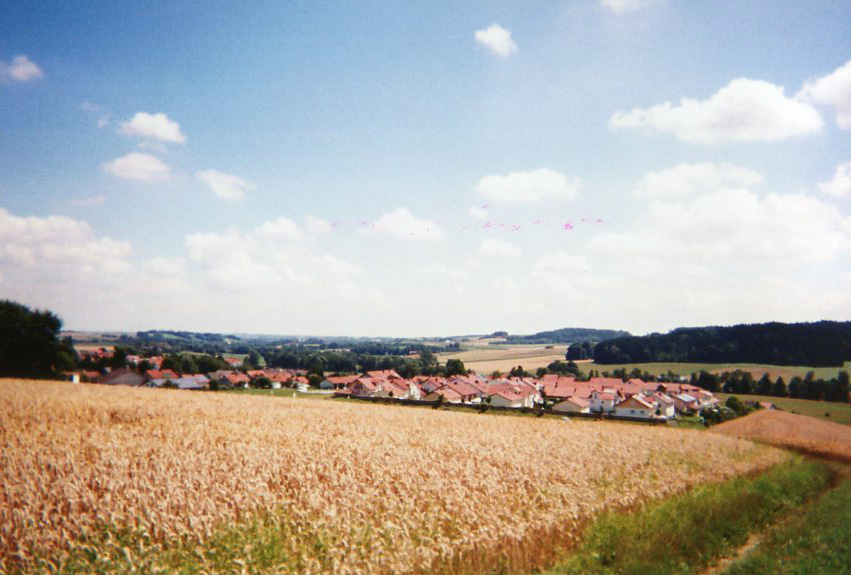
Mittleres Goldachtal, vorne Armstorf v. Südwesten

Die Goldach entspringt im Landkreis Mühldorf am Inn wenig nordöstlich des Weilers Holzhäusl der Gemeinde Kirchdorf auf etwa 597 m ü. NHN im Wald. Sie läuft zunächst westwärts, biegt aber bald nach rechts von der Bundesstraße 15 begleitet auf nördlichen Lauf, den sie etwa am Südrand von St. Wolfgang nun im Landkreis Erding erreicht hat. Bis dorthin wird sie – zumindest auf dem letzten Abschnitt – auch Königswinkler Bach genannt; der aus dem Südwesten kommende und sich dort mit diesem von links vereinende Goldbach übertrifft den gleichwohl als Hauptoberlauf angesehenen Königswinkler Bach an Länge wie an Teileinzugsgebiet etwas. Unterhalb von St. Wolfgang setzt sie ihren Rechtsbogen fort. Beim zugehörigen Dorf Kleinschwindau verlässt die Bundesstraße das von nun an recht beständig ostnordöstlich laufende Tal nach Norden hin durch das am linken Hang stehende Kirchdorf Armstorf. Der Fluss passiert auf dem restlichen Lauf einige kleinere Orte, durchläuft Schwindkirchen, nach dem er zurück in den Landkreis Mühldorf wechselt. Am Ortsbeginn von Schwindegg nimmt die Goldach den Rimbach von rechts auf und kurz danach in der breiten Isen-Aue von derselben Seite den größten Zufluss Ornaubach. Gleich darauf mündet sie gegenüber der Schwindegger Einöde Zurmühle in zuletzt nordöstlicher Richtung von rechts und auf etwa 425 m ü. NHN in die mittlere Isen.
Die Goldach hat auf ihrem 23,1 km langen Lauf (mit Königswinkler Bach) ein Gesamtgefälle von etwa 172 Höhenmeter, also ein mittleres Sohlgefälle von rund 7,5 ‰. Fast die Hälfte des Gefälles, nämlich etwa 94 Höhenmeter, durchläuft sie dabei auf den nur 4,3 km ihres rechten Oberlaufs Königswinkler Bach, wo das mittlere Sohlgefälle deshalb mit etwa 22 ‰ fast dreimal so groß ist.
Das Goldachtal ist die westliche und nördliche Begrenzung des Gattergebirges. Seine größten Orte sind St. Wolfgang, der Wolfganger Gemeindeteil Armstorf, Schwindkirchen sowie Schwindegg, das jedoch auch schon Anteil an der rechten Isentalaue hat.
Das Tal lässt sich wie folgt einteilen:
- Das obere Tal von der Quelle bis Kleinschwindau.
- Das mittlere Tal von Kleinschwindau bis vor Schwindkirchen.
- Das untere Tal von Schwindkirchen bis an den Rand der Isenaue in Schwindegg.

### Zuflüsse
Hierarchische Liste der Zuflüsse und Seen, jeweils von der Quelle zur Mündung. Auswahl.
- Wernhardsberger Graben, von rechts bei Sankt Wolfgang-Königswinkl
  - Breitrainergraben, von links bei Sankt Wolfgang-Kothholz
  - Stachelbach, von links bei Königswinkl
- Hammergraben, von rechts gleich nach dem vorigen
- Goldbach, von links bei Sankt Wolfgang-Hub
  - Hühnergraben, von rechts im Wald östlich von Isen-Angersbach
  - Meiergraben, von rechts nahe Sankt Wolfgang-Pyramoos
  - Mautgraben, von links nahe Pyramoos
  - Holzweger Graben, von links bei Hub
- Grünbach, von links bei Sankt Wolfgang-Straßberg
  - Weidinger Graben, von rechts gegenüber Straßberg
- Buchgraben, von rechts bei Sankt Wolfgang-Thal
- Dorfgraben, von links in Sankt Wolfgang
- Weizenbach, von rechts in Sankt Wolfgang-Großschwindau
- Schachener Graben, am langen Unterlauf in der Goldachaue Mühlbach, von rechts nach Sankt Wolfgang-Krähmühle
- Feuerbach, von links bei Sankt Wolfgang-Bennoberg; ist linker Teilungsarm ab Sankt Wolfgang-Kleinschwindau
- Steinbach, von rechts bei Sankt Wolfgang-Mayerhof, ca. 3,4 km und ca. 2,6 km²
- Bleichbach, von links nach Dorfen-Seemühle; ist linker Teilungsarm ab Dorfen-Unterstollnkirchen
- Alte Goldach, von links nach Dorfen-Schwindkirchen; ist linker Teilungsarm bei Schwindkirchen
  - Görgenbach, von links durch Schwindkirchen
- Grimmelbach, von rechts nach Schwindegg-Kurzmühle
- Rimbach, von rechts am Ortseingang von Schwindegg, 13 km und 15,8 km²
  - Burdberger Bach, von links nahe Sankt Wolfgang-Burdberg
- Mooskanal, von links vor Schwindegg-Wagmühle
- Ornaubach oder Ornauer Bach, von rechts bei Wagmühle, 17,5 km und 28,5 km²
  - Ratzenberger Bach, von links am Ortsende von Obertaufkirchen-Oberornau

## Legende
Um die Quelle der Goldach und den Ursprung der Gemeinde St. Wolfgang rankt sich eine beide verbindende Legende. Im Jahre 975 verließ der Regensburger Bischof Wolfgang seinen Bischofssitz infolge politischer Wirren und flüchtete in das Goldachtal. Einer 1737 auch in einer päpstlichen Bulle niedergeschriebenen Legende zufolge warf der Bischof von den Hügeln östlich des heutigen Ortes St. Wolfgang eine Hacke ins Tal. An der Stelle, wo diese auf den Boden fiel, sei daraufhin eine Quelle mit frischem Wasser erweckt worden. Bischof Wolfgang habe sich dann dort in einer Hütte („Zelle“) niedergelassen und somit den Grundstein für den Ort St. Wolfgang gelegt. Das so genannte Wolfgangsbrünnlein findet sich noch heute in der Wolfgangskapelle, welche sich wiederum in der im 15. Jahrhundert fertiggestellten St. Wolfganger Kirche befindet.

## Sonstiges
Teile des Goldachtals sind FFH-Gebiete, die durch den Bau der Bundesautobahn 94 bedroht sind. Die Goldach ist zudem Namensgeber einer Veranstaltungshalle und eines Golfclubs in St. Wolfgang.

### BayernAtlas („BA“)
Amtliche Online-Gewässerkarte mit passendem Ausschnitt: Lauf und Einzugsgebiet der Goldach

Allgemeiner Einstieg ohne Voreinstellungen und Layer: BayernAtlas der Bayerischen Staatsregierung (Hinweise)
1. 1 2  Höhe abgefragt auf dem Hintergrundlayer Amtliche Karte (Rechtsklick).

### Gewässerverzeichnis Bayern („GV“)
1. ↑  Länge nach: Verzeichnis der Bach- und Flussgebiete in Bayern – Flussgebiet Inn, Seite 41 des Bayerischen Landesamtes für Umwelt, Stand 2016 (PDF; 2,8 MB)
2. ↑  Einzugsgebiet nach: Verzeichnis der Bach- und Flussgebiete in Bayern – Flussgebiet Inn, Seite 41 des Bayerischen Landesamtes für Umwelt, Stand 2016 (PDF; 2,8 MB)

### Sonstige
1. ↑  Albrecht Greule: Deutsches Gewässernamenbuch. Walter de Gruyter, Berlin / Boston 2014, ISBN 978-3-11-057891-1, S. 489, „Schwindach“ (Auszug in der Google-Buchsuche).
2. ↑  Dorfen unsere Stadt (Memento des Originals vom 17. Januar 2019 im Internet Archive)  Info: Der Archivlink wurde automatisch eingesetzt und noch nicht geprüft. Bitte prüfe Original- und Archivlink gemäß Anleitung und entferne dann diesen Hinweis. Internetpräsenz von Dorfen; Auf: dorfen.de